# Ла-Вильдьё (Крёз)
Ла-Вильдьё (фр. La Villedieu, окс. La Viala-Diau) — коммуна во Франции, находится в регионе Лимузен. Департамент коммуны — Крёз. Входит в состав кантона Жансью-Пижроль. Округ коммуны — Обюссон.
Код INSEE коммуны — 23264.

## Население
Население коммуны на 2010 год составляло 43 человека.
| 1962 | 1968 | 1975 | 1982 | 1990 | 1999 | 2010 |
| ---- | ---- | ---- | ---- | ---- | ---- | ---- |
| 115  | 91   | 72   | 55   | 53   | 43   | 43   |

## Экономика
В 2010 году среди 23 человек трудоспособного возраста (15—64 лет) 13 были экономически активными, 10 — неактивными (показатель активности — 56,5 %, в 1999 году было 62,5 %). Из 13 активных жителей работали 11 человек (5 мужчин и 6 женщин), безработных было 2 (1 мужчина и 1 женщина). Среди 10 неактивных 1 человек был учеником или студентом, 5 — пенсионерами, 4 были неактивными по другим причинам.